# Lysiteles conicus
Lysiteles conicus är en spindelart som beskrevs av Tang et al. 2007. Lysiteles conicus ingår i släktet Lysiteles och familjen krabbspindlar. Inga underarter finns listade i Catalogue of Life.